# Martín Castañeda
Martín Castañeda (* 15. Juli 1963 in Fresnillo, Zacatecas) ist ein ehemaliger mexikanischer Fußballspieler, der vorwiegend im Mittelfeld agierte.

## Laufbahn
Castañeda begann seine Profikarriere 1983 bei Atlas Guadalajara, für den er erstmals in der Primera División in einem am 3. März 1984 ausgetragenen Auswärtsspiel beim CF Oaxtepec zum Einsatz kam, das 2:2 endete. Sein erstes Tor in der höchsten mexikanischen Spielklasse erzielte er am 21. Oktober 1984 in einem Heimspiel gegen den gleichen Gegner. Sein Tor zum 2:1 in der 29. Minute war ein wichtiger Grundstein zum späteren 3:1-Sieg der Rojinegros. Seine persönlich erfolgreichste Spielzeit war die Saison 1987/88, in der er zwölf Tore erzielte; davon allein drei Treffer in einem am 30. April 1988 ausgetragenen Spiel beim Club Necaxa, das 5:2 gewonnen wurde.
Seinen einzigen Einsatz für die mexikanische Nationalmannschaft bestritt Castañeda am 10. August 1989 in einem Länderspiel gegen Südkorea, das 4:2 gewonnen wurde.
1990 wechselte Castañeda zu den UANL Tigres und ein Jahr später zum Club León, mit dem er in der Saison 1991/92 den Meistertitel gewann. Nach diesem Triumph kehrte er zu den Tigres zurück. In seiner letzten Saison 1995/96 erlebte er noch einmal alle Höhen und Tiefen, die der Fußball zu bieten hat: zunächst gewann er mit den Tigres im März 1996 (und im Finale ausgerechnet gegen seinen ehemaligen Verein Atlas) den mexikanischen Pokalwettbewerb, um nur wenige Wochen später mit der Mannschaft in die zweite Liga abzusteigen.

## Erfolge
- Mexikanischer Meister: 1991/92
- Mexikanischer Pokalsieger: 1995/96